# 約翰·福西尼德·霍爾瓦達

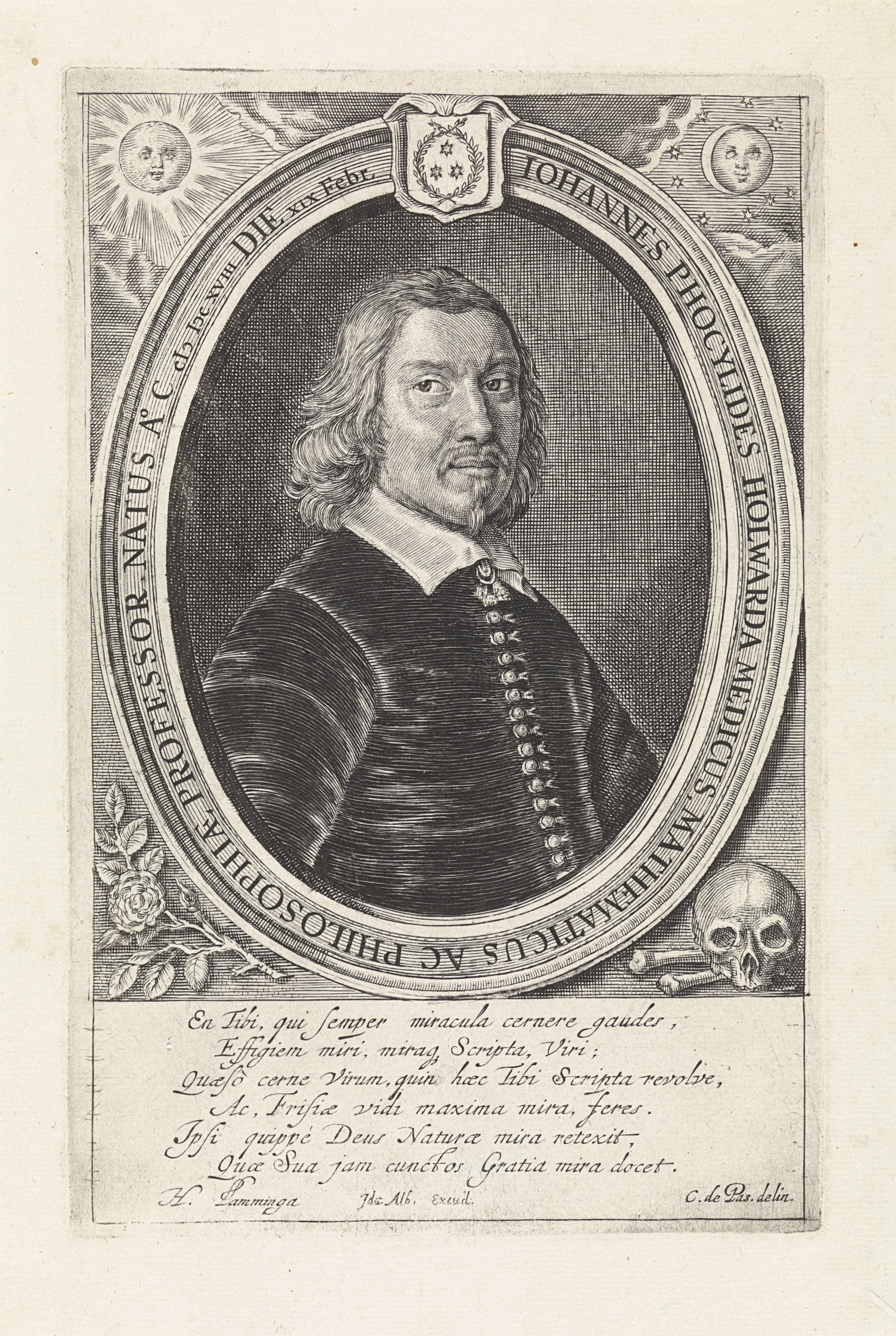
Johannes Phocylides Holwarda

約翰·福西尼德·霍爾瓦達（Johannes Phocylides Holwarda，Jan Fokkesz, Jan Fokker, Johann Holwarda, Johannes Fokkes Holwarda, Jan Fokkens Holwarda, Jan Fokkes van haylen）（1618年2月19日—1651年1月22日）是弗里斯蘭的天文學家、醫師和哲學家。他於1639年至1651年在弗拉納克大學教授哲學。
他出生於霍爾沃德，因發現變星米拉（Mira）的光度變化週期而被人們銘記在心。在1638年的一項有系統的研究中，他發現米拉消失了，然後又再出現，週期大約是330天。
霍爾瓦達也是原子論的支持者。他於1651年出版的《自然哲學，維圖斯-諾瓦》，定義了物質的形式：在形式上是原子的質地，物質被延展並分裂成原子。依據他的說法，身體或多或少是由原子形成的。他將原子區分為簡單的和復合的，是直接從上帝那兒接收運動的固體物質。
月球上的一個撞擊坑以他的名字命名為福西尼德環形山（Phocylides）。

## 註解
1. ↑  Hockey, Thomas (编). . Springer Publishing. 2009  [August 22, 2012]. ISBN 978-0-387-31022-0. （原始内容存档于2014-03-25）.
2. ↑  Pieter Willem van der Horst, The Sentences of Pseudo-Phocylides (Brill, 1978), 63.
3. ↑  .   [2020-05-01]. （原始内容存档于2016-03-03）.
4. ↑  Mira, Omicron Ceti Archive.today的存檔，存档日期2007-10-24
5. ↑  Antonio Clericuzio, Elements, Principles and Corpuscles: A Study of Atomism and Chemistry in the Seventeenth Century (Springer, 2001), p. 187.
6. ↑  .   [2020-05-01]. （原始内容存档于2018-05-30）.